# Хасхели, Моула Букс
Моула Букс Хасхели («Чача»; 1935, село Кандра, округ Суккур, Синд, Британская Индия — 30 августа 2011, Суккур, Пакистан) — деятель пакистанского коммунистического и профсоюзного движения, генеральный секретарь Коммунистической партии Пакистана в 1999—2011.

## Биография
Родился в провинции Синд в семье рабочего. Не получил официального образования, поскольку с раннего детства начал трудовую деятельность. Работал строителем, в возрасте 27 лет устроился каменщиком на цементном заводе в Рохри, где вступил в профсоюз, действовавший под руководством Коммунистической партии Пакистана, и стал членом рабочего комитета союза работников цементного завода.
В 1966 был избран председателем создаваемого в тот период компартией Пакистана объединения различных профсоюзных организаций, названное Федерацией пакистанских рабочих (в 1988 преобразована во Всепакистанскую организацию профессиональных союзов (APTUO)), которой Хасхели руководил до своей смерти. Одновременно он продолжал занимать пост председателя федерации рабочих цементного завода в Рохри.
Возглавлял Комитет против приватизации в течение 1991 года.
В 1968 официально вступил в компартию Пакистана, в 1975 был избран членом провинциального комитета, в 1986 секретарём провинциального комитета, в 1987 членом ЦК. В 1999 был избран генеральным секретарем ЦК КПП и затем последовательно переизбирался на этот пост, оставаясь её генсеком до своей смерти.
В различные периоды подвергался репрессиям и гонениям, около 10 лет жил на нелегальном положении.
Умер вечером 30 августа 2011 в возрасте 76 лет. Похоронен на кладбище в Рохри.